# Dermomurex gofasi
Dermomurex gofasi là một loài ốc biển, là động vật thân mềm chân bụng sống ở biển trong họ Muricidae, the murex snails hoặc rock snails.